# Dialectica columellina
Dialectica columellina är en fjärilsart som först beskrevs av Lajos Vári 1961.  Dialectica columellina ingår i släktet Dialectica och familjen styltmalar. Inga underarter finns listade i Catalogue of Life.